# Корнуольский чай
Корнуольский чай (также известен как Девонширский чай, кремовый чай — англ. Devonshire tea, Devon cream tea, Cornish cream tea) — чай, к которому принято подавать сконы, топлёные сливки и джем.
Корнуольский чай продаётся в чайных по всей территории Соединённого Королевства (в частности, в Юго-Западной Англии) и в других странах Содружества.

## История
Название «Девонширский чай» происходит от графства Девон в Англии, где подобная подача чая является местной традицией. Точное происхождение «кремового чая» является спорным, хотя есть основания полагать, что традиция есть хлеб со сливками и джемом уже существовала в Тавистокском аббатстве в Девоне в XI веке.

## Вариации
Существуют региональные различия употребления в пищу корнуольского чая, относительно того, следует ли сначала наносить на лепёшку джем или сливки.
- Девонширский метод заключается в разделении скона на две половинки, каждая половинка намазывается топлёными сливками, а затем сверху добавляется клубничный джем. Традиционно важно, чтобы булочки были тёплыми (в идеале свежеиспечёнными) и использовались бы густые (а не взбитые) сливки и клубничное варенье, а не любого другого сорта. Сливочное масло, как правило, не входит в сервировку, а чай следует подавать с молоком.

- В Корнуолле корнский чай традиционно подают с «Корнским расколом», типом сладковатого белого хлебного ролла, а не булочки. В настоящее время редко можно встретить этот вид хлеба в продаже даже в Корнуолле, хотя он до сих пор готовится во многих корнуольских семьях в их собственных домах. Тёплый ролл (или булочки) сначала мажут маслом, затем сверху клубничным вареньем и, наконец, увенчивают ложкой сливок. Этот метод также используется повсюду, особенно в Лондоне[5].

Когда топлёных сливок нет, иногда в качестве заменителя используются взбитые сливки. Один из вариантов корнуольского чая называется «Гром и молния»: он состоит из круглого хлеба, увенчанного сливками, золотым сиропом, мёдом или патокой.